# Schizothecium nanum
Schizothecium nanum är en svampart som beskrevs av N. Lundq. 1972. Schizothecium nanum ingår i släktet Schizothecium och familjen Lasiosphaeriaceae.  Arten är reproducerande i Sverige. Inga underarter finns listade i Catalogue of Life.